# 幕府
幕府（ばくふ）は、日本において征夷大将軍を首長とする武家政権もしくはその政庁を指す語。
日本では中世から近世にかけて、武家の棟梁を首班とする政権が次々と成立した。江戸時代後期から、これらの武家政権の中でも特に征夷大将軍を首班とするものを幕府と称することが増え、1890年に帝国大学の史学教科書において、幕府について鎌倉幕府と室町幕府と江戸幕府の3つを指し、幕府成立には征夷大将軍への就任が必要と定義されるにおよび、現代的な用法が確立した。どの幕府も形式上は将軍の家政機関の形態をとっていた。
| 名称     | 時代     | 政庁       | 創設者   | 将軍家           | 代数 | 補佐職                         |
| -------- | -------- | ---------- | -------- | ---------------- | ---- | ------------------------------ |
| 鎌倉幕府 | 鎌倉時代 | 相模国鎌倉 | 源頼朝   | 源家・摂家・宮家 | 9代  | 執権（北条氏得宗家）           |
| 室町幕府 | 室町時代 | 山城国京都 | 足利尊氏 | 足利氏           | 15代 | 管領（細川氏、斯波氏、畠山氏） |
| 江戸幕府 | 江戸時代 | 武蔵国江戸 | 徳川家康 | 徳川氏           | 15代 | 大老・老中                     |

武家政権の中でも、平氏政権、織田政権、豊臣政権については一般に「幕府」とは呼ばれていない（近年の歴史学における新しい「幕府」呼称の提案については、#新たな「幕府」呼称の事例節を参照）。

## 語義
「幕」は「幔幕」・「陣幕」・「帳幕」・「天幕」を意味し、「府」は王室等の財宝や文書を収める場所、転じて役所を意味する。中国の戦国時代、王に代わって指揮を取る出先の将軍が張った陣地を「幕府」と呼んだことに由来する。日本では近衛府の唐名として用いられ、転じて近衛大将の居館および近衛大将その人を指すようになった。「幕下（ばっか、ばくか）」あるいは「柳営」ともいった。

## 日本における「幕府」呼称
源頼朝は建久元年（1190年）、権大納言と右近衛大将（右大将）に任じられた。そのため、政庁（居館）が「幕府」と呼ばれた。その後、建久3年（1192年）に征夷大将軍に任ぜられるが、居館は引き続き「幕府」と呼ばれ、以後、「幕府」は武家政権の首長およびその居館の呼称として用いられた。鎌倉時代末には、現代において「鎌倉幕府」と呼ばれている政体を「東関柳営」もしくは「東関幕府」と呼んだという同時代史料が存在している。
南北朝時代には、鎌倉公方（関東公方）の政体を「関東幕府」と呼んだ事例が存在するが、京都と対立する関東の政権にしか用いられておらず、京都の公方（＝「室町幕府」）はこのように幕府という用語では呼ばれていない。
江戸時代には、江戸幕府は公的には「公儀」と呼ばれており決して「幕府」とは呼ばれていなかった。江戸時代後期になると「幕府」という言葉の定義が、将軍個人や空間的な将軍の居館・政庁から離れ、今日のように征夷大将軍が統治する武家政権を指して盛んに用いられるようになった。当時の後期水戸学の人々は、日本が天皇中心の国であり、幕府は天皇によって任命された一時的な将軍の統治機関に過ぎないことを強調するために、幕府という用語を好んで盛んに使った。そして1890年の帝国大学の史学教科書で、鎌倉、室町、江戸の3つの武家政権のみが「幕府」であり、幕府の設立には征夷大将軍の就任が不可欠であると定義され、今日的な用法が確立された。
つまり「鎌倉幕府」や「室町幕府」という言葉は同時代以降に考案されたものであり、それ以前には「関東」「武家」「公方」などと呼ばれており、それぞれの初代将軍が「幕府を開く」という宣言を出したことも、朝廷が幕府を開くようにと命じる詔勅もない。
このため、幕府の成立年と征夷大将軍の宣下とは必ずしも一致しない。教科書等では従来、源頼朝が征夷大将軍の宣下を受けた1192年が鎌倉幕府創設の年とされてきたが、現在は7年前に守護・地頭職の設置・任免の許可を受けた1185年が記載されている。ただし、更に遡って9年前に東国支配権の承認を得た1183年説も有力である。室町幕府の実質的な成立は、足利尊氏が権大納言に任ぜられた1336年とされるが、征夷大将軍に任ぜられたのは1338年である。江戸幕府については、一般的に徳川家康が将軍宣下を受けた1603年の成立とされている。
一方で王政復古の大号令では「摂関幕府等廃絶」と明記されており、江戸幕府の終焉については明確に記されている。

### 新たな「幕府」呼称の事例
近年、歴史学者の中から、鎌倉・室町・江戸幕府以外の武家政権について、新たに「幕府」との呼称を提唱する例が出ている。
六波羅幕府平清盛による権力を最初の武家政権ととらえる。鎌倉幕府の本質を大番役勤仕とした上で、平氏政権の大番役開始をもって「幕府」の開始とする。高橋昌明が提唱。
福原幕府平家による武家政権が確立した時期を、六波羅に本拠を置いた時代ではなく福原遷都以降であるととらえる。本郷和人が提唱。
奥州幕府藤原秀衡が構想した政権を幕府と表現する。入間田宣夫が提唱。
堺幕府室町幕府第12代将軍足利義晴とならんで、堺を本拠地に「堺公方」と呼ばれた足利義維をいただく勢力を「堺幕府」と呼ぶ仮説。今谷明が提唱。
鞆幕府室町幕府第15代将軍足利義昭が京都から追放された後、備後国鞆における亡命政権を独自の幕府ととらえる。藤田達生が提唱
安土幕府織田信長の政権を幕府とする。藤田達生が提唱。
一方で、東島誠は「新奇な幕府呼称」について批判的な見解を示しており、「堺幕府」や「鞆幕府」など将軍の居所にのみ依拠した幕府名称には意味がないと断じた上で、「「〇〇幕府」は、東国国家論、二つの王権論、いくつもの幕府論等、列島の中心の多点化を問う議論に限定して用いるべきだ」と提言している。
なお、河内春人は5世紀前半の倭の五王に関し、中国宋朝廷から安東将軍に任命された倭王讃の政権は「天皇が任命した征夷大将軍の幕府」と「構造的には同じ」だと説明している。